# Délia Tétreault

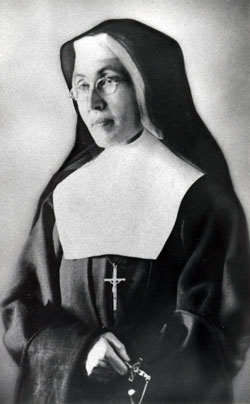
Délia Tétreault, in religione madre Maria dello Spirito Santo

Délia Tétreault, in religione Maria dello Spirito Santo (Marieville, 4 febbraio 1865 – Montréal, 1º ottobre 1941), è stata una religiosa canadese, fondatrice delle suore missionarie dell'Immacolata Concezione e promotrice della Società per le missioni estere della provincia di Québec.

## Biografia
Nacque insieme con un fratello gemello, morto infante. Perse in tenera età anche la madre: il padre si trasferì negli Stati Uniti e lei fu adottata dagli zii materni.
Dagli otto ai diciotto anni frequentò il collegio delle Suore della Presentazione di Maria a Marieville. Lesse i racconti dei missionari pubblicati sui volumi degli Annales de l'Oeuvre de la Sainte-Enfance e degli Annales de la propagation de la foi, che i genitori adottivi conservavano: verso l'età di tredici anni maturò la sua vocazione alla vita religiosa e, quindicenne, emise voto di verginità.
Terminati gli studi in collegio, nel 1883 entrò tra le suore grigie dell'Hôtel-Dieu di Saint-Hyacinthe ma, a causa di un'epidemia, gli zii la riportarono presto in famiglia.
Tra il 1895 e il 1896 conobbe il missionario d'Africa John Forbes, il primo padre bianco originario del Canada, che stava trascorrendo un periodo in patria per motivi di salute. Ispirata dal suo esempio, decise di dedicarsi alle missioni in Africa ed entrare nelle suore bianche, ma una malattia la costrinse a desistere dal progetto.
Cominciò allora a pensare alla fondazione di una nuova congregazione religiosa femminile, dedita esclusivamente alle missioni estere, e di un seminario per le missioni estere sullo stile di quello di Parigi.
Nel 1902, con il permesso dell'arcivescovo Paul Bruchési, aprì a Montréal l'École Apostolique di Côte-des-Neiges, la prima casa della congregazione.
Ancora perplesso sull'iniziativa di fondare un istituto missionario canadese, il 30 novembre 1904 l'arcivescovo Bruchési consultò papa Pio X, che lo incoraggiò a sostenere l'opera e suggerì il nome alla nascente congregazione: suore missionarie dell'Immacolata Concezione, in omaggio al cinquantenario della definizione del dogma del concepimento senza peccato di Maria.
L'8 agosto 1905 emise la professione religiosa assumendo il nome di Maria dello Spirito Santo.
Contribuì a far rifiorire nell'arcidiocesi di Montréal e a diffondere in altre diocesi le opere pontificie della Propagazione della Fede e della Santa Infanzia; nel 1911 inaugurò l'opera dei ritiri collettivi femminili chiusi e nel 1920 iniziò la pubblicazione della rivista Le Précurseur per propagare l'idea missionaria in Canada.
Ispirò l'episcopato del Canada francofono a fondare, nel 1921, della Società per le missioni estere della provincia di Québec.
Alla sua morte, avvenuta nel 1941, le sue suore erano presenti in Canada e a Roma e lavoravano nelle missioni in Cina, Manciuria, Giappone e Filippine.